# Giulia Farnese
Giulia Farnese, även kallad la Bella, troligtvis född 1475 i slottslänet Canino, i nuvarande provinsen Viterbo, död 23 mars g.s. 1524 i Rom, tillhörde adelssläkten Farnese. Som brukligt var giftes hon tidigt bort med en greve Orsino Migliorati-Orsini och blev därmed contessa av Bassanello, Cerqueto och Palazzuolo. Samtidigt, om inte redan innan, tilldelades hon rollen som "amante" eller älskarinna åt den 44 år äldre kardinal Rodrigo Borgia och har gått till historien för just detta. Giulia Farnese förblev "amante" även sedan Rodrigo Borgia valts till påve med namnet Alexander VI. Denna hennes roll var ingen större hemlighet, men hon åtnjöt aldrig den offentliga status som en så kallad mätress vid samma tid kunde få vid regenthov i Europa. Hennes ställning var snarare reducerad till cortigiana eller "kurtisan", i folkmun kallad puttana eller hora, från 14-15 års ålder och tio år framåt. Även om detta knappast skänkte någon glans åt hennes familj, så sägs hon ha utövat ett inflytande som gynnade såväl familjen Farnese som familjen Migliorati-Orsini. Giulia Farnese var för övrigt signora eller kvinnlig länsherre över Carbognano åren 1500–1524.

## Biografi
Giulia Farnese var den yngsta i en syskonskara med sex barn till kondottiären och herremannen Pier Luigi Farnese, signore di Capodimonte, Valentano, Gradoli, Piansano, Canino, etc (1435–1487) och Giovannella Caetani. Vid tolv års ålder förlorade Giulia sin far. Hennes äldre bror Angelo (1465–1494) ansåg det då lämpligt att fullfölja det avtal som gjorts upp tidigare mellan kardinal Rodrigo Borgia och fadern angående Giulias trolovning. Hon trolovades således med den två år äldre Orsino Migliorati-Orsini (1473-1500). Han var släkt med kardinal Borgia genom sin mor Adriana de Mila och en blivande conte di Bassanello (nuvarande Vasanello). Hans egen far Ludovico Migliorati-Orsini tycks ha spelat en underordnad roll i sammanhanget. Det arrangerade äktenskapet stadfästes samma år som Giulias unge make 16 år gammal efterträdde sin avlidne far som herreman och kondottiär 1489. Giulias hemgift bestod av 3500 dukater i guld. Själva bröllopet firades året därpå den 9 maj 1490 i Sala delle Stelle eller Stjärnsalen i kardinal Borgias palats i Rom, med en majestätisk närvaro av höga dignitärer och företrädare för Roms adel.
Ett förhållande mellan Giulia Farnese och kardinal Rodrigo Borgia inleddes ovisst när, men det sägs ha fortgått med makens goda minne och med stöd av svärmodern Adriana de Mila även sedan kardinalen valts till påve 1492. Giulia Farnese hävdade att hennes enda barn dottern Laura (1492–1530) var Alexander VI:s. Tidigare hade Rodrigo Borgia som kardinal bekräftat faderskapet till fyra av Vanozza Cattaneis barn, men som påve medgav han aldrig att han var far till Laura. Som nybliven mor flyttade Giulia Farnese i 18-årsåldern in i ett palats nära Vatikanen, tillsammans med svärmodern Adriana de Mila, som också svarade för fostrandet av påvens 13-åriga dotter Lucrezia Borgia. I detta palats brukade påven sedan besöka la Bella. Förhållandet var allmänt känt, och Giulia Farnese kallades ironiskt för Kristi brud. Hon anses ligga bakom påvens utnämning av hennes bror Alessandro Farnese till kardinal vid 25 års ålder år 1493. Och förläningen Carbognano överläts i sammanhanget av påven till maken Orsino Migliorati-Orsini 1494. 
Förhållandet sägs ha avslutats av påven runt sekelskiftet 1499/1500 och Giulia Farnese blev strax därefter också änka efter Orsino Migliorati-Orsini. När hennes äldre syster Gerolama Farnese 1504 hade blivit anklagad för otrohet och mördats på slottet i Stabia (nuvarande Faleria) av sin styvson Giovanni Battista dell'Anguillara, jordfästes hon inte på familjen Anguillaras ägor. Detta gjordes istället  i grevskapet Bassanello, där Giulia Farnese basade som änka. Giulia Farnese övertog samtidigt vårdnaden om systerns enda barn, den sjuåriga dottern Isabella dell'Anguillara. 
Grevskapet Bassanello bytte ägare ett par år senare, då Giulia Farneses dotter Laura giftes bort i november 1505 med Nicolò Franciotti della Rovere (1473–omkring 1530), signore di Gallesi. Han var släkt med den då rådande påven Julius II och bröllopet firades sommaren efter i Rom, i Palazzo Riario, hos kardinal Raffaele Riario som också var släkt med påven. Hemgiften bestod av en förmögenhet på 30 000 dukater utöver förläningarna Bassanello och Giulianello (en del av Cori), samt ett hus i närheten av Palazzo Ferriz där Lauras morbror kardinal Alessandro bodde sedan ett decennium tillbaka i stadsdelen Regola i Rom. Giulia Farnese gifte själv om sig på egna villkor 1509 med den napolitanske ädlingen Giovanni Maria Capece Bozzuto. De inrättade sig tillsammans med den moderlösa systerdottern i förläningen Carbognano, där Giulia Farnese förblev en omtyckt kvinnlig länsherre, utan maktanspråk från makens sida. I februari 1512 stod bröllopet för den femtonåriga systerdottern Isabella. Hon gifte sig inom familjen Farnese, med Galeazzo Farnese, signore di Latera. En av deras döttrar döptes till Gerolama efter Isabellas mor, en annan till Giulia efter hennes fostermor och moster.
1517 blev Giulia änka på nytt men var fortsatt bosatt i Carbognano fram till 1522, då hon i stället flyttade till dotterns och svärsonens hus i Roms stadsdel Regola. Sedan några år tillbaka uppfördes i närheten Palazzo Farnese där Palazzo Ferriz tidigare stått. I Giulias detaljerade, överlag generösa testamente upprättat veckan före hennes död 1524 förekommer även hennes förmögne bror kardinal Alessandro Farnese som arvtagare på ett iögonfallande sätt. Honom skänker hon nämligen en säng tillsammans med madrasser och sängkläder.
Vad hon dog av är okänt, likaså var hon är begravd. I sitt testamente framförde hon en önskan om att föras till den familjegrav som hennes farfar Ranuccio Farnese il Vecchio (1390–1450) låtit bygga på ön Bisentina i Bolsenasjön utanför Capodimonte. Enligt en källa hade hon fört sin andra gemål Giovanni Maria Capece Bozzuto från Carbognano till en sista vila på den ön i november 1517. Om hennes önskan tillmötesgicks, så jordfästes hon där utan att namnges. Pesten sägs ha börjat sina härjningar vid denna tid i Rom, vilket har gjort sentida bedömare tveksamma till en sådan transport, som dessutom för nutida ögon har framstått som mödosam och ganska långt norrut. En författare framför istället gissningen att hon begravdes i den oansenliga kyrka som hon kunde se från sitt sovrumsfönster, San Girolamo della Carità.
Av någon anledning är alltså Giulia Farneses begravning inte historiskt noterad och hon har aldrig haft en egen gravvård. Det finns heller inget porträtt som med säkerhet avbildar henne, bara en mängd bilder som antas gestalta henne. I kommunen Carbognano högtidlighölls i vilket fall 500-årsminnet av hennes bortgång år 2024. Som en illustration till sagan om enhörningen visar en takmålning från hennes tid i en av borgens salar hur en ung flicka tar emot en stegrad enhörning i knät och ger den att dricka.

## Konstnärliga bearbetningar
2022 utkom den italienska författaren Roberta Mezzabarba med sin romantolkning Iulia Farnesia – Lettere da un’anima. Utifrån kända fakta väver hon en möjlig bild av detta kvinnliga renässansöde. Stavningen av Giulias namn i bokens titel är latinsk och påträffas som inskription på en stenbalk eller arkitrav över ett fönster, la finestra di Giulia, i den gamla borgen i Carbognano.

### Allmänna källor
- Anonym: The story of the marriage of Giulia Farnese (palazzosforzacesarini.it)
- Giuseppe Moscatelli: Giulia "La Bella" (canino.info) (italienska)
- Danilo Romei: Cronologia di Giulia Farnese (nuovorinascimento.org)
- Alois Uhl: Papstkinder. Lebensbilder aus der Zeit der Renaissance (München: Piper, 2008) ISBN 978-3-492-24891-4.